# ساندربرگ
ساندر گار بولین برگ (نروژی: Sander Gard Bolin Berge؛ زادهٔ ۱۴ فوریهٔ ۱۹۹۸) بازیکن فوتبال اهل نروژ است که برای باشگاه برنلی بازی می‌کند.
از باشگاه‌هایی که در آن بازی کرده‌است می‌توان به وولرنگا، خنک و شفیلد یونایتد اشاره کرد.
وی همچنین در تیم ملی فوتبال نروژ بازی کرده‌است.